# Dichanthium tuberculatum
Dichanthium tuberculatum är en gräsart som först beskrevs av Eduard Hackel, och fick sitt nu gällande namn av Thomas Arthur Cope. Dichanthium tuberculatum ingår i släktet Dichanthium och familjen gräs. Inga underarter finns listade i Catalogue of Life.